# Alain Nogues
Alain Nogues (* 21. März 1948 in Caulnes) ist ein ehemaliger französischer Radrennfahrer.

## Sportliche Laufbahn
Nogues war im Straßenradsport aktiv und begann im Verein UC Guinefort mit dem Radsport. Als Amateur hatte er mehr als 30 Siege aufzuweisen. Darunter waren der Gesamtsieg in der Tour du Loir-et-Cher 1970 vor Zygmunt Hanusik aus Polen und der Erfolg im Circuit des Trois Provinces vor Jacques Botherel. In der Tarragona-Rundfahrt 1969 sowie im Rennen Ruban Granitier Breton 1970 wurde er Dritter. Im Ruban Granitier Breton 1971 gewann er das Einzelzeitfahren. Dazu kamen Siege in der Tour des Vosges und im Circuit des Deux Provinces. In der Tour de l’Avenir 1969 kam er auf den 49. Platz, in der Internationalen Friedensfahrt 1970 schied Nogues aus. 1978 wurde er Zweiter im traditionsreichen Eintagesrennen Paris–Évreux.
Im Oktober 1972 wurde er Berufsfahrer im Radsportteam Gitane-Campagnolo und blieb bis 1974 als Radprofi aktiv. Im Circuit de l’Indre 1974 begte er den zweiten Platz hinter Charles Rouxel. In der Tour de France wurde Nogues 1973 63. und 1974 64. der Gesamtwertung. Ab 1975 startete er wieder als Amateur und gewann unter anderem den Grand Prix de Fougères.